# Slatiňany
Slatiňany (niem. Slatinany) – miasto w Czechach, w kraju pardubickim, niedaleko Chrudimia. Według danych z 1 stycznia 2011 powierzchnia miasta wynosiła 1560 ha, a liczba jego mieszkańców 4106 osób. Znajduje się tu Zamek, a w nim muzeum hipologiczne. 

## Demografia
| Rok             | 1970  | 1980  | 1991  | 2001  | 2003  | 2011  |
| --------------- | ----- | ----- | ----- | ----- | ----- | ----- |
| Liczba ludności | 3 850 | 3 929 | 4 049 | 3 973 | 4 004 | 4 106 |

Źródło: Czeski Urząd Statystyczny